# Charles Berny d'Ouvillé

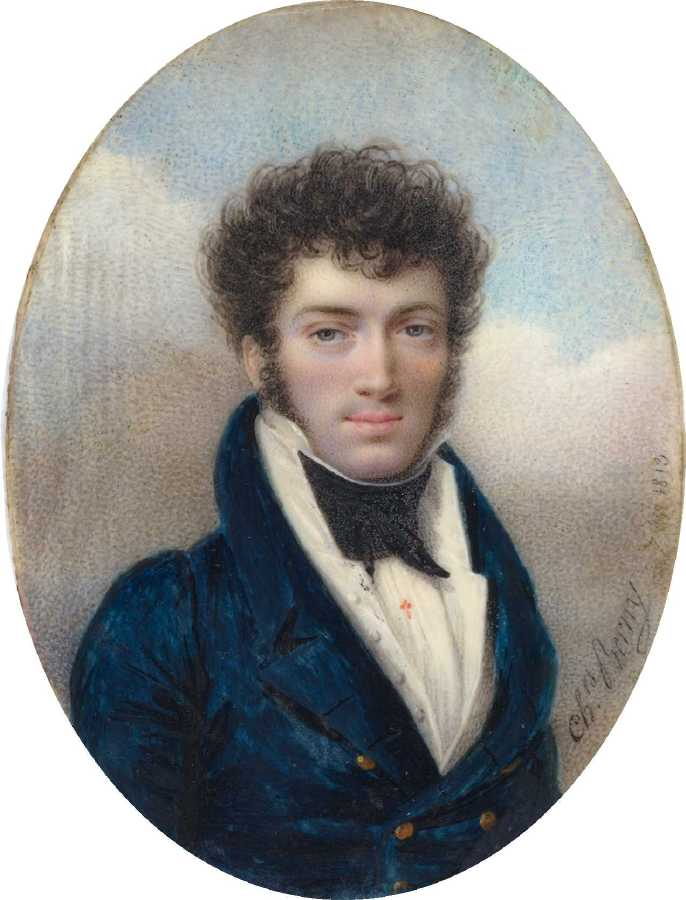
Retrato del miniaturista François Elleviou en 1813 por Charles Berny.

Claude Charles Antoine Berny d'Ouvillé o Charles Berny nacido en 1771 en Clermont-Ferrand y fallecido en 1856.
Pintor miniaturista francés, expuso sus retratos en el Salón de París de 1802 a 1833, uno de ellos de la actriz Émilie Leverd. Su Étude de jeune fille dans un drapé classique figura en la Wallace Collection. 
Desposó en 1811 a Eulalie Joséphine Biju-Duval d'Algreis con quien tuvo un hijo que retrató Eugène Delacroix en 1828 (se encuentra en la McIlhenney Collection de Filadelfia, EE. UU.).
- Datos: Q372079
- Multimedia: Charles Berny d'Ouvillé / Q372079